# جایزه حقوق بشر رابرت اف. کندی
جایزه حقوق بشر رابرت اف. کندی (انگلیسی: Robert F. Kennedy Human Rights Award)کندی توسط دفاتر یادبود رابرت اف. کندی در سال ۱۹۸۴ تأسیس شد و اکنون به عنوان مرکز دادگستری و حقوق بشر رابرت ف. کندی به نام افرادی در سراسر جهان که شجاعت و سهم قابل توجهی را در حقوق بشر در کشورشان ایفا می‌کنند، اهدا می‌شود.
از سال ۱۹۸۴، جوایز به ۳۷ شخصیت و سازمان حقوق بشری از ۲۴ کشور مختلف داده شده‌است.